# کلیسای ایپراری
کلیسای ایپراری (به لاتین: Iprari church) یک کلیسا در گرجستان است که در شهرداری مستیا واقع شده‌است.